# Distoleon voeltzkowi
Distoleon voeltzkowi là một loài côn trùng trong họ Myrmeleontidae thuộc bộ Neuroptera. Loài này được van der Weele miêu tả năm 1909.